# Grad Tuštanj
Grad Tuštanj (prvotno ime Tuffstein) je grad, ki stoji med Spodnjim in Zgornjim Tuštanjem v Občini Moravče. Ime je dobil po nemškem izrazu za kamnino lehnjak (Tuffstein).
Prvi zapisi o gradu (dvorcu) navajajo, da je bil dograjen leta 1490 (kar pa ni zanesljivo, saj razen plošče s to letnico, ki so jo našli med obnovo, ni drugih pisnih virov), od leta 1610 pa je mogoče slediti lastništva do današnjih dni. Današnjo stavbo je med letoma 1667 - 1671 pozidal kranjski deželnoknežji konjušnik (ritmojster) Franc Bernard Lichtenberg. Ta rodbina ga je imela v posesti do leta 1800, ko ga je Franc Ksaverij, grof Lichtenberg, skupaj s posestvom prodal Ignacu Schariji - Škarji. Preko dedovanja in porok je stavba leta 1854 prešla v roke grajskega vrtnarja Luke Pirnata, ki se je poročil z grofico Maksimiljano Scharija. Ker je bila precej starejša od njega, je kmalu umrla in Pirnat se je poročil z Ano Marijano Resnik, s katero sta imela dve hčeri.
Dvorec je ostal v lasti Pirnatov neprekinjeno vse do danes.
Sedanji lastnik Peter Pirnat je leta 1993 obnovil dvoriščne arkade, ki so bile prvotno lesene, leta 1995 je statično saniral najbolj ogrožene obodne stene, leta 1996 pa je obnavljal sobe. Med obnovo je naletel na originalni renesančni strop. Od leta 2003 je v gradu urejena poročna dvorana.
To je edini grad od šestih v okolici Moravč, ki je stalno naseljen in ni utrpel posledic požiganja ali rušenja, niti nacionalizacije s strani države po drugi svetovni vojni.

## Opis
Dvorec ima tipično renesančno kastelno pravokotno tlorisno zasnovo z značilnimi arkadnimi hodniki, ki oklepajo štirikotno dvorišče, in vogalnimi stolpi. Ima dve nadstropji. V zgornjem so na ogled bivalni prostori z originalno opremo ter fotografijami in slikami bivših lastnikov in njihovih obiskovalcev. Ob gradu stoji kapela sv. Janeza Nepomuka s poslikavami Franca Jelovška.

## Lastniki
Lastništvu gradu je mogoče slediti od leta 1610, letnice v tem seznamu pomenijo čas uradnega prepisa lastnine.
- 1610 - Martin Bertolt Schwab pl. Lichtenberg
- 1620 - Volf Andrej Schwab pl. Lichtenberg in Franc Krištof Schwab pl. Lichtenberg
- 1645 - Janez pl. Raab, Marija Adrijana Schwab pl. Lichtenberg in Ferdinant pl. Raab, pl. Lichtenberg
- 1650 - Janez (Hans) Jurij, baron (od leta 1688 grof) Lichtenberg
- 1662 - Franc Bernard, grof Lichtenberg in Ana Felicita roj. Gall
- ???? - Ferdinand Albert, grof Lichtenberg
- 1712 - Jurij Ludvik, grof Lichtenberg
- 1757 - Karel Gotfrid, grof Lichtenberg
- 1783 - Franc Ksaver, grof Lichtenberg (zadnji lastnik iz te rodbine)
- 1800 - Ignac Scarija (»Škarja«)
- 1816 - Jožef Scarija
- 1831 - Helena Scarija roj. Jančiger
- 1847 - Maksimilijana Scari(j)a
- 1873 - Luka Pirnat (poprej grajski vrtnar, poročen z Maksimilijano)
- 1899 - Ana Marjana Pirnat roj. Resnik
- 1905 - Anton Pirnat
- 1925 - Frančiška Pirnat roj. Ovca
- 1960 - Dominik Pirnat
- 1990 - Peter Pirnat in Ana Pirnat